# Claudia Rankine
Claudia Rankine (Kingston, 1963) è una poetessa e scrittrice statunitense di origini giamaicane.
È una dei rettori dell'Accademia dei Poeti Americani e fondatrice del Racial Imaginary Institute. 
È autrice della pluripremiata opera poetica Citizen: una lirica americana. 

## Biografia
Claudia Rankine è nata nel 1963 in Giamaica, a Kingston, dove ha frequentato una scuola cattolica femminile. Ha completato i suoi studi negli Stati Uniti, ottenendo un Bachelor of Arts al Williams College e successivamente un Master of Fine Arts in poesia alla Columbia University. È autrice di cinque raccolte di poesie, tra cui Citizen: una lirica americana, pubblicata nel 2014 per il quale ha vinto il National Book Critics Circle Award in poesia e numerosi altri premi. Collabora con il The Guardian, il New York Times e il The Washington Post. Nel 2016 Claudia Rankine ha ricevuto il premio MacArthur Genius Grant, una somma di 625.000 dollari che ha usato per fondare nel 2017 il Racial Imaginary Insititute, ovvero un progetto multidisciplinare che investiga come la whiteness (l'essere bianchi) sia stata costruita nel tempo. Dal 2013 è anche una dei rettori dell’Accademia dei Poeti Americani. Attualmente insegna poesia all'Università Yale.